# 274
Năm 274 là một năm trong lịch Julius. 

## Sinh
- Thạch Lặc, vị vua sáng lập nước Hậu Triệu cai trị phần lớn miền bắc Trung Quốc thời Ngũ Hồ Thập lục quốc (mất 333)